# Tryskání suchým ledem
Tryskání suchým ledem spočívá v tryskání malými peletami suchého ledu vyrobených při teplotě -78,5° C na povrch součásti nebo zařízení. Suchý led se vyrábí ze zkapalněného oxidu uhličitého (LIC) jeho přeměnou (expanze pod atmosférickým tlakem) do pevného skupenství ve formě sněhu a následným pěchováním a protlačováním přes kovovou formy s otvory požadovaných rozměrů. Takto vyrobený suchý led ve formě tzv. pelet je tryskacím zařízením urychlován v proudu tlakového vzduchu a směrován na povrch za účelem jeho čištění. V některých pramenech bývá metoda označována jako jeden z postupů kryogenního čištění.

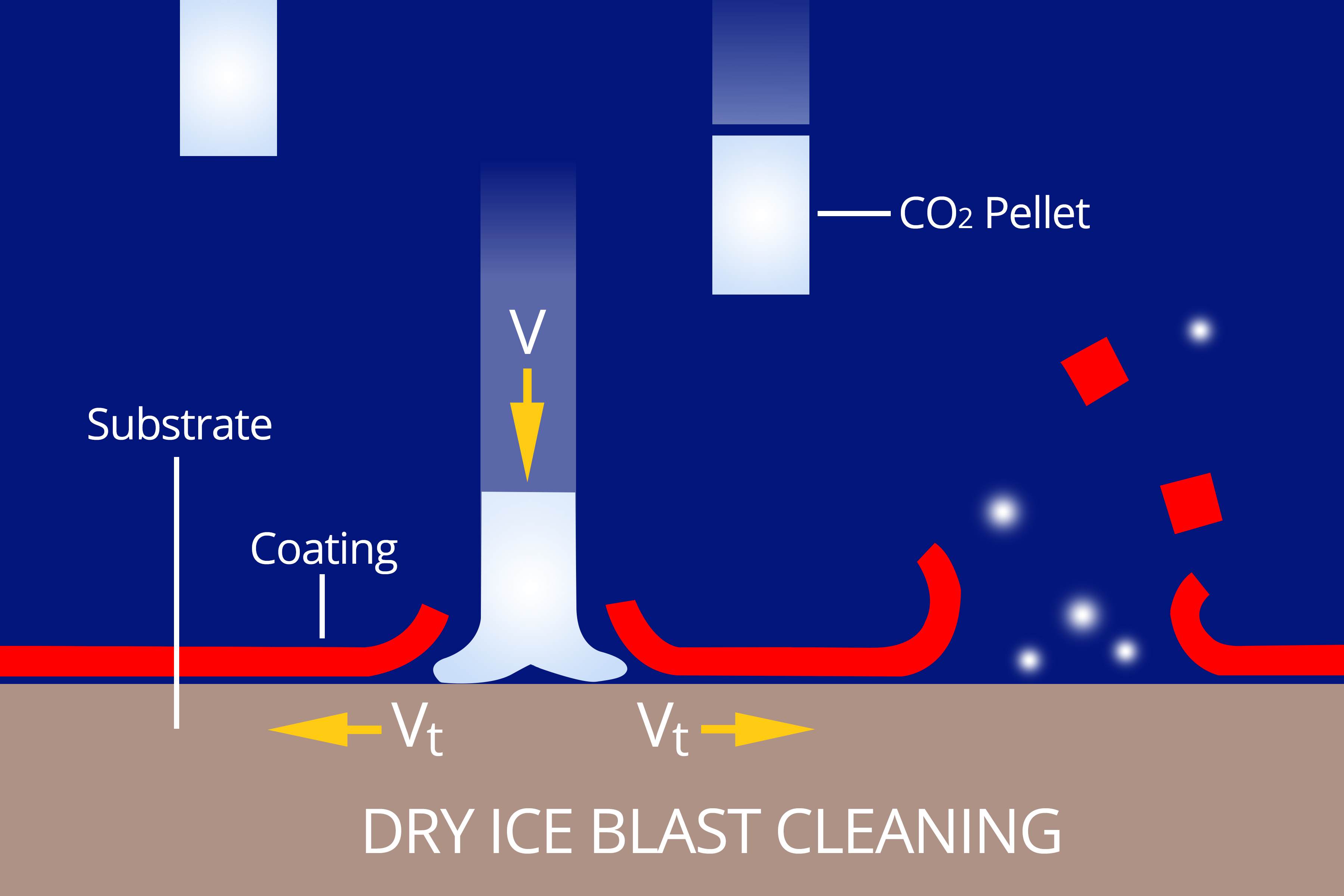
Princip tryskání peletami

## Metoda
Při tryskání suchým ledem jsou ze zásobníku pelet vyfukovány vzduchem extrémně vysokými rychlostmi a unášeny k tryskanému předmětu. Samotné pelety suchého ledu jsou poměrně měkké a mají mnohem menší hustotu než jiná média používaná při tryskání (např. písek, korund, skleněné kuličky, ocelové granule nebo plastové pelety). Po nárazu pelety téměř okamžitě sublimují, čímž přenášejí na povrch minimální kinetickou energii a způsobují minimální oděr. Při procesu sublimace (odpaření do ovzduší) absorbuje velké množství tepla z povrchu. Tepelný šok generovaný nízkou teplotou suchého ledu způsobuje, že usazeniny křehnou a oddělují je od čištěného povrchu, takže je lze snadno odstranit.

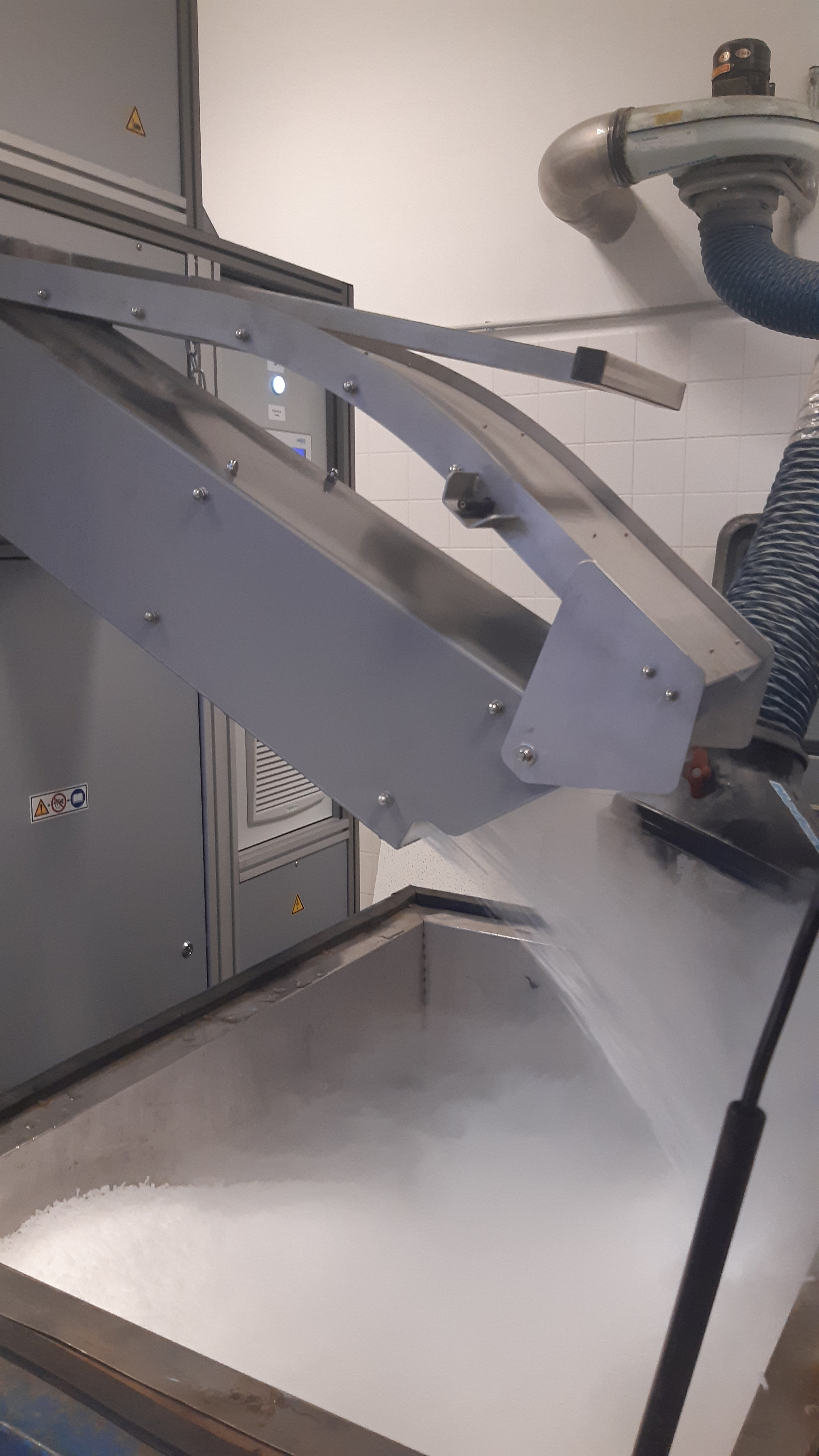
Výrobník pelet - peletizer

Pelety jsou slisované válečky obvykle o průměru 0,5 - 3,0 mm s délkou do 8 mm o specifické hustotě 1,56 g/cm³. Pelety díky pouhému slisování jsou dostatečně křehké a jejich tvrdost lze přirovnat k tvrdosti sádry (2.-3. stupeň Mohsovy stupnice tvrdosti). Výrobní zařízení se podle finálního výrobku nazývá peletizér. Před aplikací jsou pelety uchovávány v tepelně izolovaných kontejnerech a krabicích, kde bez ztráty užitných vlastností (samovolná sublimace vlivem teploty okolí) mohou být uchovávány až 1 týden. Obecně však platí, že po vyrobení v peletizéru k aplikaci tryskáním by mělo dojít v co nejkratší době.
Doposud byly pelety a také ve formě sněhu hojně využívány jako chladivo v potravinářství např. chlazení čerstvě sklizených vinných hroznů před lisováním, při přípravě a míchání masových směsí a mletého masa, rovněž tak v pekárnách při regulaci teploty těsta a v přepravě polotovarů, hotových jídel a potravin obecně. S tímto využitím se můžeme setkat v horkých letních dnech i soukromí, kdy peletami zasypané mražené výrobky vydrží v termotašce opravdu velmi dlouho. Stejný princip využívají i rozvážkové a cateringové služby ve chlazení suchým ledem potravin ale i čerstvého ovoce a zeleniny, polotovarů a hotových jídel při přepravě.

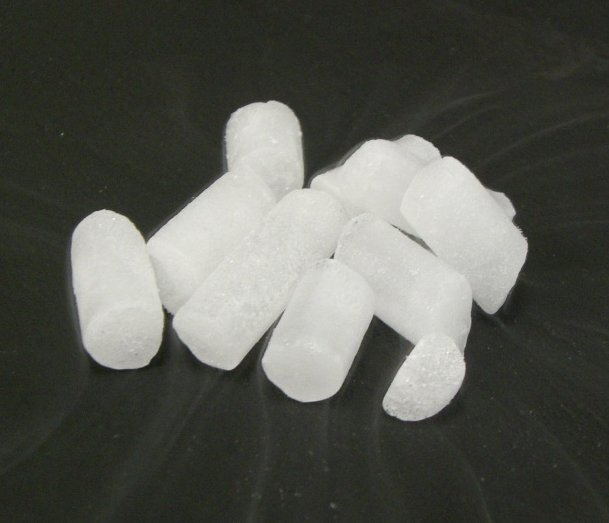
Pelety suchého ledu

## Zařízení pro tryskání
Zařízení pro technologii tryskání suchým ledem pracuje na stejném principu jako jiné tryskače. Ze zásobníku tryskacího media jsou ejektorovým způsobem pelety nasávány do pistole, stlačeným vzduchem o tlaku 6-18 bar jsou dále urychlovány a z výstupní trysky jsou "vystřelovány" směrem k čištěnému předmětu. Toto zařízení může být provedeno jako ruční a při použití manipulátoru nebo průmyslového robotu jako plno automatický tryskač. Jsou známa stacionární zařízení umístěná v tryskacím boxu a nebo mobilní zařízení na volném prostranství či ve výrobní hale. Vzhledem k rychlé sublimaci pelet do ovzduší se vlastně jedná o bezodpadovou technologii až na drobné mechanické částice odstraněné otryskáním.

## Technologie a její použití
Na povrch součásti působí pelety svojí kinetickou energií, která je jim udělena součinem jejich hmotnosti a rychlosti (100-300 m/s dle použitého tlaku). Při kontaktu s povrchem dochází k několika pozitivním pochodům. V prvé řadě je to jejich mechanický, čistící efekt. Avšak nepůsobí příliš abrazivně, zbavují povrch maximálně otřepů, ostrých hran a mechanických nečistot po předchozích procesech odlévání, tváření a obrábění resp. při údržbě po provozu. Druhým doprovodným efektem může být tlakové a tepelné působení, které vnáší do součásti žádoucí tlakové pnutí až do hloubky 0,5 mm pod povrch součásti. Pelety jsou elektricky nevodivé (chemicky inertní, netoxické a nehořlavé), proto je lze použít i na elektrických zařízeních pod napětím. Rovněž je možné metody používat na "nerozmontovaných" zařízeních, čímž se zkracuje na nezbytné minimum doba případné odstávky při tomto servisním zásahu.
Je-li cílem použití pouhé čištění, nemá tento proces v podstatě limitů. Používá se v gumárenství, při výrobě a zpracování pryže a i ve výrobě plastů při čištění forem. Licí formy se jím čistí ve slévárenství, kde má použití i v čištění odlitků od zbytků formovacích směsí a keramiky. Široké uplatnění nachází v chemickém a strojírenském průmyslu při čištění povrchu součástí i kompletních provozních zařízení. Odstraňovat lze jak měkké nečistoty typu tuků, olejů, vosků a sazí, tak tvrdší materiály jako jsou lepidla, pryskyřice, syntetické pěny, pryže, asfalt, silikony, barvy a laky. Vzhledem k tomu, že tento proces nemá prostorová omezení, tak se s ním lze setkat při čištění svařovacích linek, transportních dopravníků a pásů, tiskařských a papírenských strojů. Od ulpělých nečistot vyčistí i keramické a kamenné podlahy, dřevěný nábytek a konstrukce ze dřeva. V potravinářství se úspěšně používá při čištění strojů jako jsou míchače, hnětače a tumblery od zbytků zpracovávaných potravin. Tato technologie se v poslední době stále více uplatňuje jak při čištění stavebních památek a při restaurování povrchů z citlivých materiálů, tak také při údržbě a čištění průmyslových a stavebních strojů a zařízení.
S využitím včetně zpevňujícího účinku se lze setkat u takových součástí jako jsou spalovací komory, turbinové lopatky, "zámky" turbinových disků, anebo radiální kola kompresorů a turbín v leteckém průmyslu. V tomto případě použitý pracovní tlak bývá vyšší než 13 barů.
V praxi při použití v uzavřených prostorách je třeba dbát pouze na odvětrání, aby při sublimaci pelet nebo sněhu nebyla zvýšena koncentrace oxidu uhličitého nad přípustné meze dané hygienickými předpisy. Vzhledem k jeho nízké teplotě je nutno s ním manipulovat v rukavicích. Nezbytnou součástí čištění je pracovní oděv a rukavice, ochranné brýle a chrániče sluchu.

## Galerie

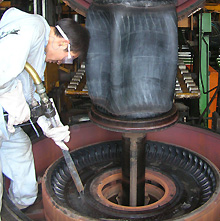
Tryskání suchým ledem používané k čištění pryžových forem
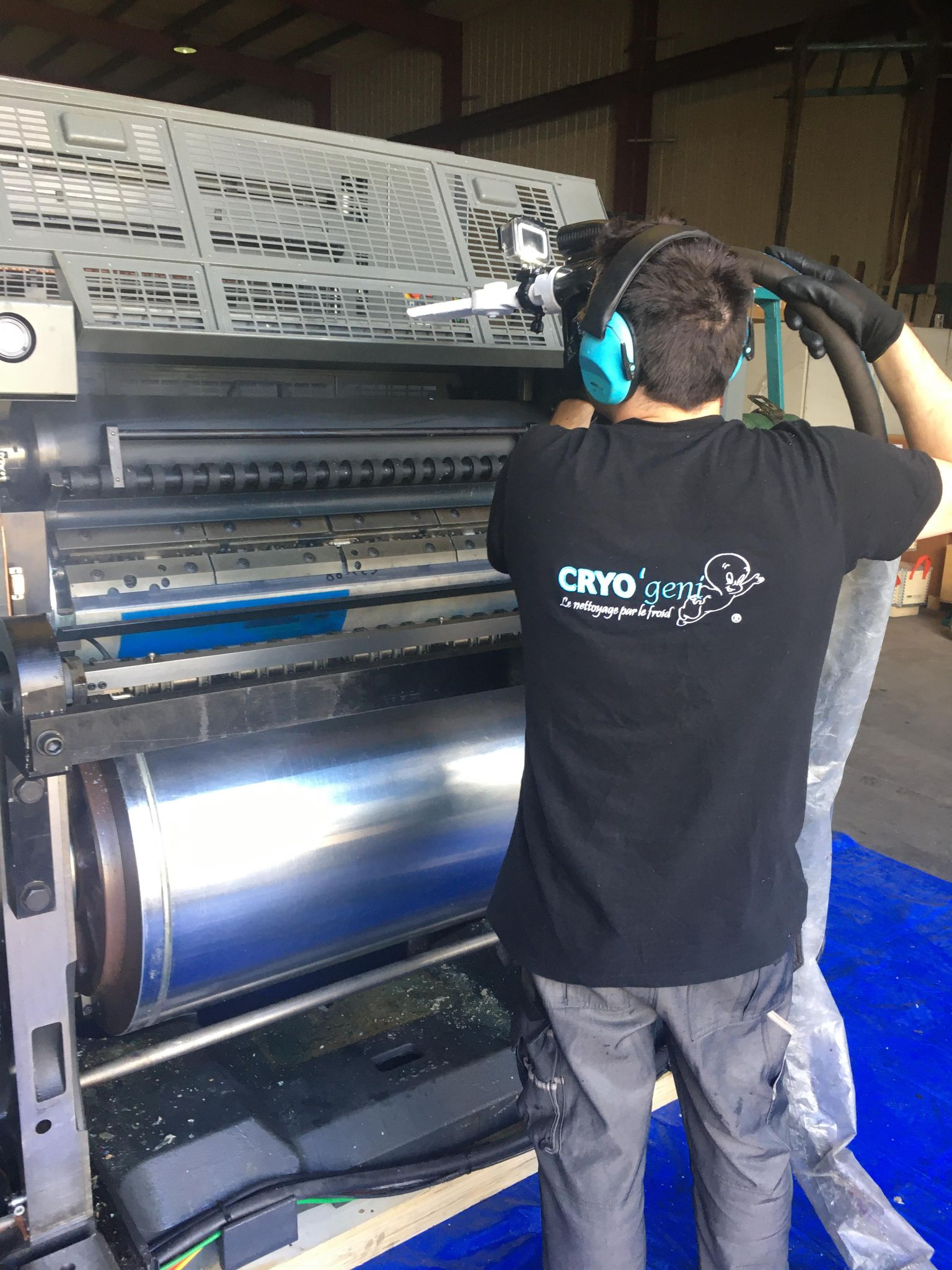
Čištění ofsetových strojů v tiskárně
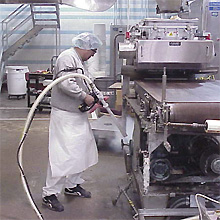
Zařízení pro tryskání suchým ledem v pekárnách
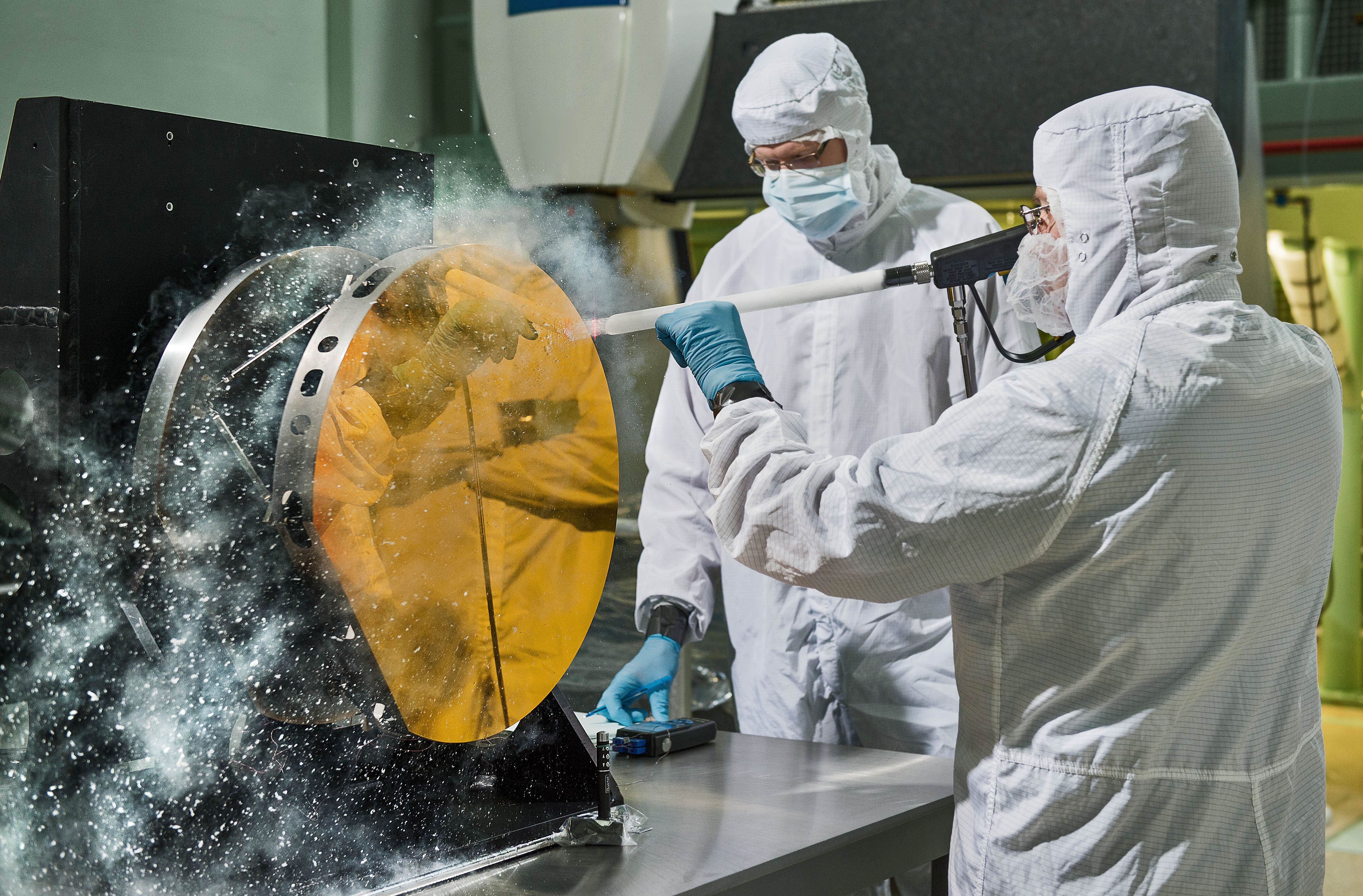
Čištění pozlaceného zrcadla (pro Webbův vesmírný dalekohled) pomocí suchého ledu
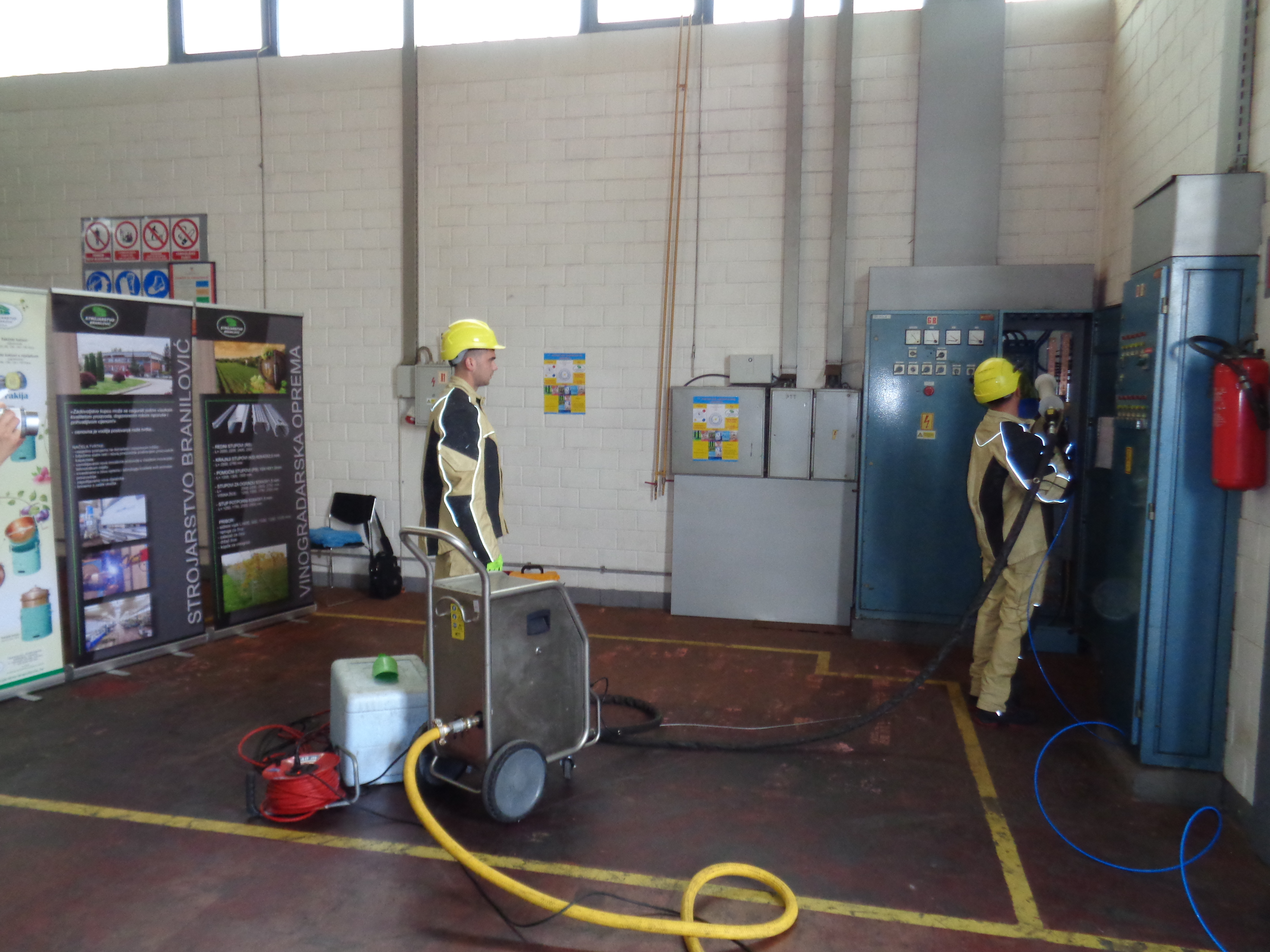
Čištění elektrických instalací suchým ledem
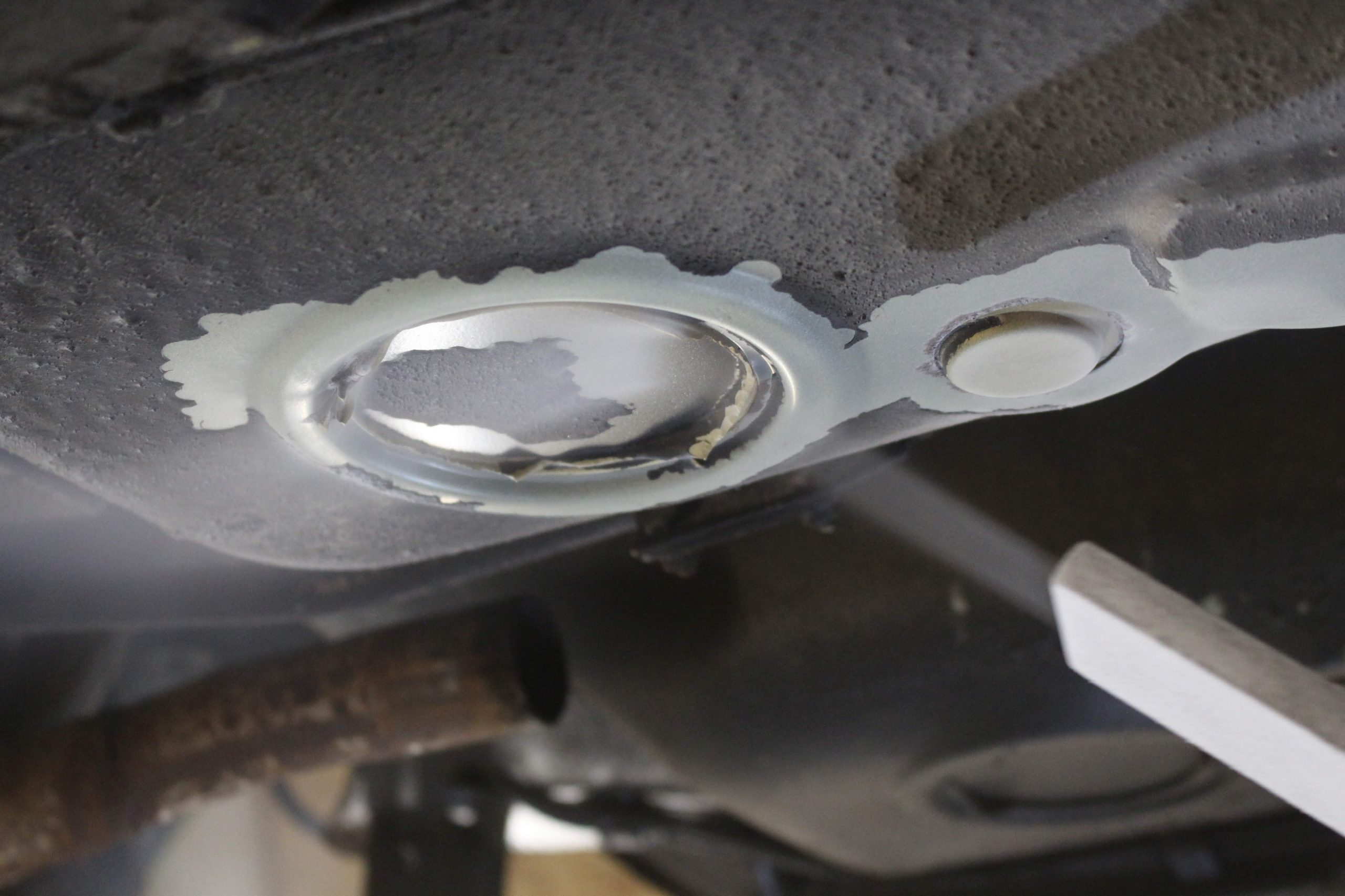
Příklad použití metody čištění suchým ledem pro odstranění původní ochrany podvozku automobilu